# Đại học công lập

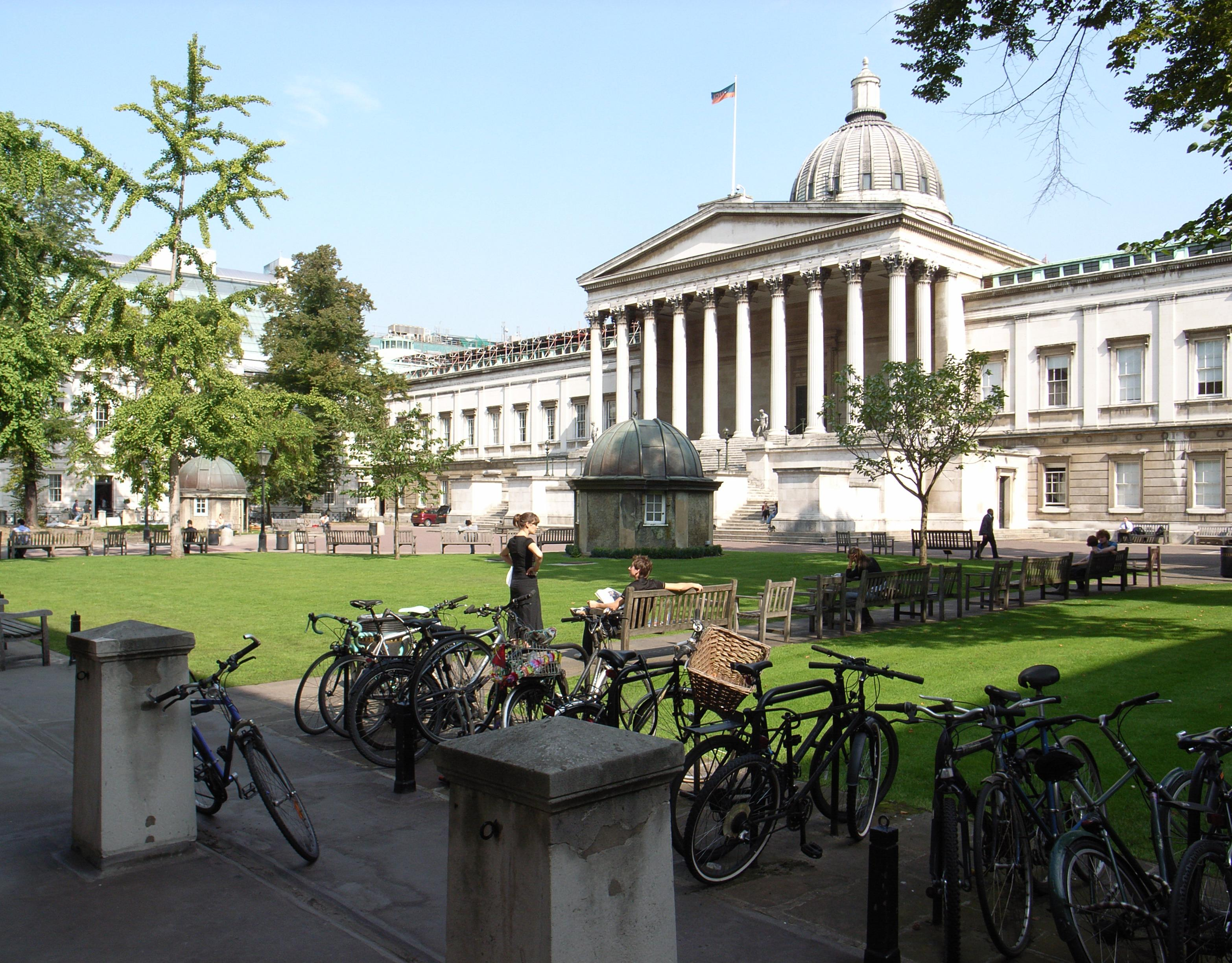
Tòa nhà chính của Đại học London

Đại học công lập là trường đại học do nhà nước (trung ương hoặc địa phương) đầu tư về kinh phí và cơ sở vật chất (đất đai, nhà cửa) và hoạt động chủ yếu bằng kinh phi từ các nguồn tài chính công hoặc các khoản đóng góp phi vụ lợi, khác với đại học tư thục hoạt động bằng kinh phí đóng góp của sinh viên, học viên, khách hàng và các khoản hiến tặng.
Ở nhiều khu vực trên thế giới, các trường đại học công lập là các cơ sở đào tạo và nghiên cứu có uy tín và ảnh hưởng cao; nhiều cơ sở trong số đó được THES - QS World University Rankings và Academic Ranking of World Universities xếp hạng tốt nhất. Ở một số nơi khác các trường công lập có danh tiếng bằng các trường đại học tư thục.